# Lorena Benítez
Lorena Benítez (Lomas de Zamora, 3 de diciembre de 1998) es una futbolista argentina y ex jugadora de futsal, que se desempeña como volante central en el Boca Juniors. También es parte de la Selección Nacional de Fútbol de Argentina. 
En futsal jugó como Ala/Cierre en San Lorenzo, Kimberley y en el equipo nacional de futsal de la AFA.

## Biografía
Nació el 3 de diciembre de 1998 en Lomas de Zamora, Provincia de Buenos Aires. Hija de Francisca Ojeda Valdez y Elvio Lorenzo Benítez Cabral, ambos de nacionalidad paraguaya. Ella es la tercera de 8 hermanos. 
Está en pareja con Verónica Rivero, titular de la Comisión de Futsal Femenino de AFA, con quien tuvo dos hijos mellizos en marzo de 2019, Renata y Ezequiel. También tiene un puesto de alimentos en el Mercado Central de Buenos Aires.

## Carrera
Benítez empezó jugando al fútbol y al futsal en San Lorenzo.
Debutó en la Primera División de San Lorenzo antes de cumplir los 14 años, edad reglamentaria, motivo por el cual El Ciclón perdió los puntos de ese partido. 
En 2016 confirmó su pase a Boca Juniors. Al poco tiempo, y en virtud de los inconvenientes que le generó ese pase, decide dejar de jugar futsal para San Lorenzo, para jugar en el equipo de “Las Celestes” del Kimberley Atlético Club del barrio de Villa Devoto.
En 2018 fue considerada la mejor jugadora de futsal del país y recibió el premio Alumni y en 2019 fue nominada a los premios Futsal Planet.
El 19 de enero de 2021, se consagró campeona con la camiseta de Boca Juniors logrando una goleada ante River por 7 a 0. Consiguió así el primer campeonato de la era semiprofesional del fútbol femenino en Argentina, que a pesar de finalizar en el año 2021 por motivos de la pandemia de COVID-19, se denominado igual Torneo de Transición Femenino 2020 (Argentina) .
El 21 de febrero de 2021, Lorena saldría lesionada en el encuentro entre la Selección Argentina y la Selección femenina de fútbol de Canadá correspondiente al torneo amistoso SheBelieves Cup. Al día siguiente, tras los resultados de estudios se confirmaría que había sufrido la rotura del ligamento cruzado anterior de la rodilla derecha, teniéndose que someter a una operación y posterior recuperación que demandaría por lo menos 6 meses. 
Es así que también se perdería la participación en la Copa Libertadores Femenina  2021, uno de sus anhelos deportivos.
El 31 de octubre de 2021 se daría su regreso oficial a las canchas, en el partido entre Boca Juniors y Deportivo Español jugado en el Estadio Alberto J. Armando con victoria para el local por 4 a 2, cerrando así la primera etapa del Torneo Femenino Clausura 2021.
El 5 de diciembre de 2021, se vuelve a consagrar campeona con el Boca Juniors, tras derrotar por 5 a 2 al UAI Urquiza en la final del Clausura 2021.
El 11 de diciembre del 2021 se disputa la primera edición de la Superfinal de Fútbol Femenino, que enfrentaba al campeón del Apertura 2021, el club San Lorenzo, contra el campeón del Clausura 2021, el club Boca Juniors. El resultado final sería 4 a 2, a favor del club de La Ribera. De esta forma, Lorena Benítez, obtiene un título más en su corta carrera.
El 6 de enero de 2022, Lorena comunica su desvinculación del Boca Juniors, al cual había llegado en el año 2016, afirmando que se encuentra en búsqueda de "cumplir sueños". 
Sorpresivamente, el 21 de enero es oficializada como nueva jugadora del club recién ascendido Estudiantes de Buenos Aires, con un contrato hasta junio de 2022. Cabe mencionar que su pareja, Verónica Rivero, se desempeña como coordinadora del futbol femenino de dicha institución.
En febrero de 2023 Lorena Benítez fue cedida a préstamo al Palmeiras por un año sin cargo y sin opción de compra, renovando su contrato con Estudiantes hasta el 31 de diciembre de 2024.
El 2 de febrero de 2024, el club Boca Juniors anuncia su regreso, tras darle un contrato hasta diciembre de 2025.

## Selección nacional
Sobre su participación en las selecciones argentinas, desde chica su padre quería que ella representara a la "albirroja", pero una convocatoria que tuvo a sus 13 años para Argentina terminó de cerrar esa duda. Conformó la Selección Sub-17 (2013),Sub-20 (2015).
En futsal formó parte de la Sub-20 y de la Mayor. Fue la máxima goleadora del Sudamericano Sub-20 de Futsal en 2018.
A fines de febrero y principios de marzo de 2019 compitió en la Copa de las Naciones en Australia. Allí hizo su debut en las mayores el 3 de marzo de 2019 en el amistoso contra Nueva Zelanda. Posteriormente, y con acuerdo del entrenador, decidió no participar en la gira por Estados Unidos para estar más presente en el embarazo de su pareja.
Lorena Benítez fue convocada y disputó la Copa Mundial Femenina de Fútbol de 2019, siendo la jugadora más joven del plantel y titular durante toda la fase de grupos.
En noviembre de 2021, regresaría a la selección para disputar dos amistosos frente a la Selección de fútbol de Ecuador. 
El 8 de julio de 2023 es incluida en la lista final de convocadas para la Copa Mundial Femenina de Fútbol de 2023, disputando de esta manera su segundo mundial de forma consecutiva. 

#### Participaciones en Copas del Mundo
| Torneo               | Sede                     | Resultado    | Partidos | Goles | Asistencias |
| -------------------- | ------------------------ | ------------ | -------- | ----- | ----------- |
| Copa Mundial de 2019 | Francia                  | Primera fase | 3        | 0     | 0           |
| Copa Mundial de 2023 | Australia/ Nueva Zelanda | Primera fase | 2        | 0     | 0           |

### Estadísticas
| Selección | Año   | Amistoso | Amistoso | Mundial | Mundial | Total | Total |
| Selección | Año   | PJ       | G        | PJ      | G       | PJ    | G     |
| --------- | ----- | -------- | -------- | ------- | ------- | ----- | ----- |
| Argentina |       |          |          |         |         |       |       |
| 2019      | 5     | 0        | 3        | 0       | 8       | 0     |       |
| 2021      | 4     | 0        | 0        | 0       | 4       | 0     |       |
| 2022      | 1     | 0        | 0        | 0       | 1       | 0     |       |
| 2023      | 7     | 0        | 2        | 0       | 9       | 0     |       |
| Total     | Total | 17       | 0        | 5       | 0       | 22    | 0     |

## Clubes
| Equipo           | País      | Año             |
| ---------------- | --------- | --------------- |
| San Lorenzo      | Argentina | 2013 - 2016     |
| Boca Juniors     | Argentina | 2016 - 2021     |
| Estudiantes (BA) | Argentina | 2022 - 2023     |
| Palmeiras        | Brasil    | 2023            |
| Boca Juniors     | Argentina | 2024 - Presente |

## Palmarés

### Campeonatos nacionales
| Título             | Club         | País      | Año     |
| ------------------ | ------------ | --------- | ------- |
| Primera División A | San Lorenzo  | Argentina | 2015    |
| Primera División A | Boca Juniors | Argentina | 2020    |
| Primera División A | Boca Juniors | Argentina | C-2021  |
| Superfinal         | Boca Juniors | Argentina | 2021    |
| Copa Federal       | Boca Juniors | Argentina | 2023    |
| Primera División A | Boca Juniors | Argentina | Ap-2024 |